# یوزفوو (شهرستان لوبلین)
یوزفوو (به لهستانی:  Józefów) یک روستا در لهستان است که در گمینا یاستکوو واقع شده‌است. یوزفوو ۲۴۰ نفر جمعیت دارد.